# オスカル・ヴィルヘルムソン
オスカル・インゲマール・クリオストファー・ヴィルヘルムソン（Oscar Ingemar Kristoffer Vilhelmsson、2003年10月2日 - ）は、スウェーデン・オーサ出身のサッカー選手。SCプロイセン・ミュンスター所属。ポジションはFW。

## クラブ経歴
2017年にIFKヨーテボリの下部組織に入団し、2020年7月12日、ユールゴーデンIF戦にてトップチームデビューを飾った。
2022年7月12日、SVダルムシュタット98に移籍し、4年契約を結んだ。
2025年6月24日、SCプロイセン・ミュンスターに移籍した。